# Phenacodontinae
Phenacodontinae — викопна підродина дрібних травоїдних ссавців, які входили до родини Phenacodontidae.

## Роди
- †Almogaver[1]
- †Copecion
- †Lophocion
- †Eodesmatodon
- †Phenacodus